# Uria l'Ittita
Uria l'Ittita (ebraico: אוריה החתי, Uria ha-Chiti) è stato un militare israelita  personaggio biblico menzionato più volte nel Secondo libro di Samuele; secondo l'esegesi ebraica era ebreo e chiamato ittita per aver risieduto in territorio omonimo.

## I dati storici
Uria, guerriero ittita al servizio di re Davide, faceva parte della lista dei Gibbõrīm, i "Trenta", in realtà 37 membri di particolare prestigio della guardia del corpo del Re, citata in 2 Sam. 23 - Gli Ittiti erano tra i migliori soldati del Medio Oriente. Il suo nome è probabile contaminazione "ebraicizzata" di un nome Ittita, prob. Jerahme'eli o Arãbi.

## L'episodio biblico
Uria deve l'immortalità al fatto di essere il marito di Bath-Sheba (Betsabea), donna bellissima che fu notata da re Davide mentre faceva il bagno. Dopo avere sedotto e messo incinta Betsabea (2 Sam. 11), re Davide richiamò Uria dall'assedio di Rabbat-Ammon, oggi Amman (Giordania), con una scusa, affinché questi passasse la notte con la moglie e potesse riconoscere il figlio come suo. Uria, però, non uscì dal palazzo poiché riteneva indegno godere degli agi della sua casa e di sua moglie. Cfr 2 Sam. 11,11
"L'arca, Israele e Giuda abitano sotto le tende, Ioab mio signore e la sua gente sono accampati in aperta campagna e io dovrei entrare in casa mia per mangiare e bere e per dormire con mia moglie? Per la tua vita e per la vita della tua anima, io non farò tal cosa!".
Una spiegazione di questo comportamento potrebbe essere legata al rispetto del tradizionale tabù ebraico della separazione fra sessualità e guerra. Comunque questa militaresca lealtà, mantenuta anche la notte successiva, nonostante Davide tentasse di ubriacarlo, doveva costare cara al povero Uria.
Infatti il giorno successivo Uria ritornava all'esercito portando un messaggio sigillato per Ioab, comandante in capo dell'esercito all'assedio di Rabbat-Ammon, che gli ordinava di mettere Uria in prima fila in una ricognizione sotto le mura, e di fare in modo che questi cadesse vittima della prevedibile sortita degli assediati. Il piano funzionò a perfezione, Uria cadde e Davide poté sposare Betsabea. 
L'episodio spinse Jahvé o Geova a inviare al re il profeta Natan (2 Sam. 12, 1 e segg.) per metterlo di fronte alle sue responsabilità, giacché Davide era un uomo dal cuore rivolto a Dio, ma che necessitava della correzione per potersi presentare puro al cospetto di Colui il quale lo aveva unto quale re su Israele. Inoltre il figlio di Davide e Betsabea si ammalò e morì nonostante le preghiere di Davide. Questi, profondamente pentito, tenne con sé Betsabea, da cui ebbe in séguito Salomone, che fu unto da Dio quale re come successore di Davide.

## Fortuna
Numerosi artisti, come Altdorfer, Rembrandt, Artemisia Gentileschi e Hayez si cimentarono nel tema di Betsabea al bagno, ottima occasione di rappresentare una bagnante, ovvero un nudo femminile in un'opera a sfondo sacro. Inoltre l'episodio fornì argomento a numerosissimi scrittori religiosi, tra cui San Giovanni Crisostomo (I e XLII omelia sul Vangelo di Matteo) Sant'Ireneo (Contro gli eretici, IV, 27), San Basilio (Lettere, XLII) e tanti altri.
Il noto cantante britannico Sting dedicò una canzone alla vicenda biblica di Betsabea e di Re Davide dal titolo "Mad about you" contenuta nell'album del 1991 "The soul cages".
Analogamente, il cantante Leonard Cohen si è ispirato all'episodio nella canzone Hallelujah, con il verso "your faith was strong but you needed proof, you saw her bathing on the roof, her beauty and the moonlight overthrew ya" ("la tua fede era forte ma ti serviva una prova, tu la vedesti fare il bagno sul tetto, la sua bellezza e il chiarore lunare ti sconvolsero").

## Esegesi ebraica
- Secondo la tradizione ebraica Uria non era ittita infatti questo fu un appellativo dovuto al luogo in cui si trovava.